# Riccardo Malipiero
Riccardo Malipiero (Milano, 24 luglio 1914 – Milano, 27 novembre 2003) è stato un compositore italiano.

## Biografia
Compì gli studi pianistici a Milano, dove si diplomò nel 1932; nel 1937 ottenne il diploma di composizione al conservatorio di Torino, seguendo successivamente dei corsi di perfezionamento con lo zio Gian Francesco Malipiero.
L'interesse per la dodecafonia si fece sentire già nel 1938 e confluì nell'opera in atto unico Minnie la candida (derivata dall'omonima commedia fantastica di Bontempelli del 1928), rappresentata nel 1942 in prima assoluta al Teatro Regio di Parma, diretta da Gianandrea Gavazzeni. 
Dal 1945 si avvalse integralmente della tecnica dodecafonica, pur difendendo con forza la libertà espressiva individuale; nel 1949 a Milano fu tra gli organizzatori del "Primo congresso internazionale di musica dodecafonica", assieme a Luigi Dallapiccola, Bruno Maderna e Camillo Togni.
Compositore, critico musicale, conferenziere, pedagogo, organizzatore musicale, Riccardo Malipiero è stato uno dei primi sostenitori della dodecafonia in Italia, continuando su questo solco fino ai più recenti sviluppi musicali, anche senza inserirsi in una determinata scuola.
Le sue composizioni gli hanno valso il plauso della critica internazionale e hanno conosciuto una vasta rinomanza in sede concertistica.

## Stile
La musica di Riccardo Malipiero è caratterizzata dalla ricerca intensa di nuove possibilità espressive e da una cifra stilistica personalissima che, pur non aderendo ad alcun movimento di avanguardia, è possibile comunque contenere nella sfera musicale dodecafonica, Nel suo teatro musicale sono evidenti la flessibilità del declamato e un'abile capacità di trasformazione delle cellule tematiche, eredità dell'illustre parente, che tuttavia non sopprime la sua evidente, spiccata, personalità.

## Alcune opere significative
- Minnie la candida, opera teatrale, libretto del compositore dall'omonimo dramma di Massimo Bontempelli (1942)
- Sinfonia N.1 (1949)
- Concerto per Violino e Orchestra (1952)
- Quartetto N.2 per archi (1954) - prima esecuzione: Milano, Pomeriggi Musicali, 27.1.1954 - Quartetto Vivaldi di Milano[1]
- La donna è mobile (1954), opera buffa su libretto di Guglielmo Zucconi dalla commedia Nostra Dea di Massimo Bontempelli. Prima esecuzione assoluta avvenuta il 22 febbraio 1957 alla Piccola Scala di Milano con Graziella Sciutti, Luigi Alva, Renato Capecchi e Fiorenza Cossotto diretta da Gianandrea Gavazzeni
- Sonata per violino e pianoforte (1956) - prima esecuzione: Londra, Wigmore Hall, 21.5.1957 - Angelo Stefanato, violino, Margaret Barton, pianoforte
- Quartetto N.3 per archi (1960) - prima esecuzione: Firenze, Maggio Musicale, 14.5.1960 - Quartetto di Milano
- Sinfonia N.3 "Nykteghersia" (1962)
- Ciaccona di Davide per viola e pianoforte (1970)
- Triplo concerto per violino, violoncello e pianoforte (1971)
- Giber Folia per clarinetto e pianoforte (1973) - prima esecuzione, Milano, Piccola Scala, 30 aprile 1974, Alfio Gerbi, clarinetto, Leonardo Leonardi, pianoforte
- Winterquintett per clarinetto e archi (1976)
- Canti per viola e orchestra (1978)
- "Aria Variata su La Follia" per chitarra (1979)
- Loneliness per soprano e orchestra (1989)
- Voicequintett per soprano e quartetto d'archi (1994)